# Associazione Calcio Siena 1956-1957
Questa voce raccoglie le informazioni riguardanti l'Associazione Calcio Siena nelle competizioni ufficiali della stagione 1956-1957.

## Rosa
| N. |                   | Ruolo | Calciatore                    |
| -- | ----------------- | ----- | ----------------------------- |
|    | Italia (bandiera) | C     | Igino Balestra                |
|    | Italia (bandiera) | C     | Riziero Bigi                  |
|    | Italia (bandiera) | A     | Alberto Busatta               |
|    | Italia (bandiera) | C     | Clemente Candiani             |
|    | Italia (bandiera) | C     | Carlo Di Clemente             |
|    | Italia (bandiera) | A     | Giovanni Battista Fracassetti |
|    | Italia (bandiera) | P     | Mario Francalancia            |
|    | Italia (bandiera) | C     | Gino Ieri                     |
|    | Italia (bandiera) | A     | Carlo Maluta                  |
|    | Italia (bandiera) | A     | Roberto Mangiavacchi          |
|    | Italia (bandiera) | P     | Silvio Morasso                |

| N. |                   | Ruolo | Calciatore          |
| -- | ----------------- | ----- | ------------------- |
|    | Italia (bandiera) | C     | Nazzareno Orlandoni |
|    | Italia (bandiera) | C     | Giuseppe Piazza     |
|    | Italia (bandiera) | D     | Luciano Pirazzini   |
|    | Italia (bandiera) | C     | Luigi Pisetta       |
|    | Italia (bandiera) | C     | Cesare Pollastri    |
|    | Italia (bandiera) | A     | Guerrino Rossi      |
|    | Italia (bandiera) | D     | Bruno Russoni       |
|    | Italia (bandiera) | A     | Dante Serra         |
|    | Italia (bandiera) | A     | Renzo Tambani       |
|    | Italia (bandiera) | D     | Lauro Toneatto      |